# Palaeorhiza infuscata
Palaeorhiza infuscata är en biart som beskrevs av Michener 1965. Palaeorhiza infuscata ingår i släktet Palaeorhiza och familjen korttungebin. Inga underarter finns listade i Catalogue of Life.